# Claude Terry
Claude Lewis Terry (ur. 12 stycznia 1950 w Salida) – amerykański koszykarz, występujący na pozycjach rzucającego obrońcy lub niskiego skrzydłowego, po zakończeniu kariery zawodniczej trener koszykarski.

## Osiągnięcia

### Zawodnicze
NCAA
- Mistrz:
  - NCAA (1974)
  - turnieju konferencji Atlantic Coast (ACC – 1973, 1974)
  - sezonu regularnego ACC (1973, 1974)
- Zaliczony do:
  - I składu PAC-8 (1972)
  - II składu PAC-8 (1970, 1971)

ABA
- Wicemistrz ABA (1976)[1]
- Uczestnik meczu gwiazd ABA (1976)[1]